# Schwebebahnstation Westende
| Westende           | Westende                   |
| ------------------ | -------------------------- |
|                    |                            |
| Eröffnung:         | 1. März 1901               |
| Neubau:            | 2003                       |
| Stadtteil:         | Elberfeld-West             |
| Lage:              | Wasserstrecke              |
| Anschrift:         | Friedrich-Ebert-Straße 225 |
| Stationsnummer:    | 7                          |
| Streckenkilometer: | 4,5                        |
| Stützen:           | 161–162                    |

Die Schwebebahnstation Westende ist eine Station der Wuppertaler Schwebebahn im Stadtbezirk Elberfeld-West der Stadt Wuppertal. Sie liegt auf der Wasserstrecke zwischen den Schwebebahnstationen Varresbecker Straße (Richtung Vohwinkel) und Pestalozzistraße (Richtung Oberbarmen).
Im Zuge der Schwebebahnmodernisierung wurde die Station am 17. April 2001 neu errichtet fertiggestellt. Die Architekten Jaspert und Steffens aus Köln verbauten dabei 40 Kubikmeter Beton, 274 Quadratmeter Glas und 274 Tonnen Stahl.

## Lage

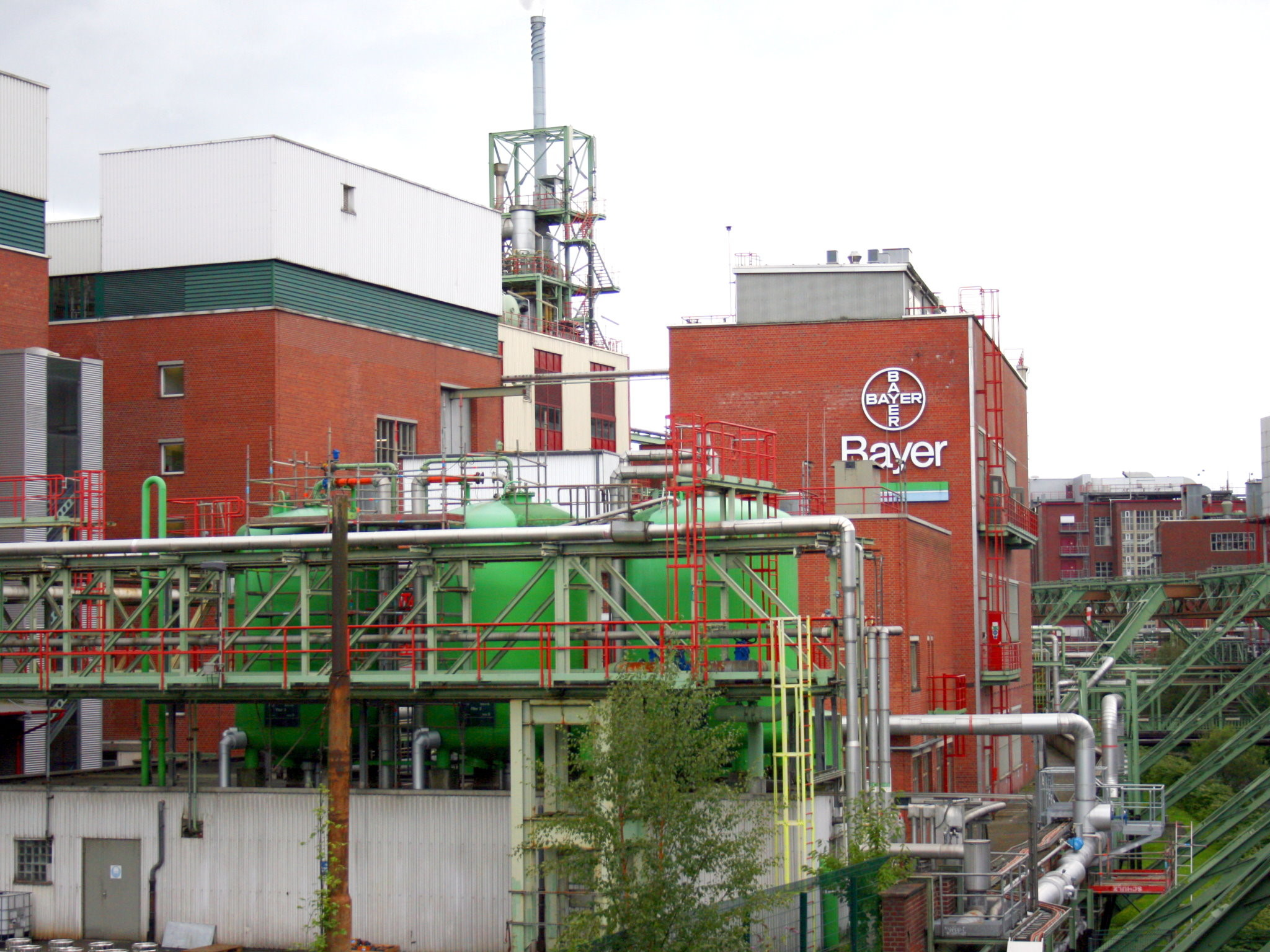
Blick auf das Bayer-Werk von der Station aus (2008)

Westende befindet sich direkt an der Friedrich-Ebert-Straße (B 7). In der unmittelbaren Umgebung befinden sich zudem der Ostteil des Bayer Werkes sowie das bis 2018 betriebene Heizkraftwerk Elberfeld. Benannt ist die Station nach der Ortslage Westende, wobei sie bei Eröffnung noch Westend hieß.
Sie bildet mit den Stationen Varresbecker Straße, Pestalozzistraße und Robert-Daum-Platz eine Gruppe.

## Schwebebahn
| Linie | Verlauf | Takt    |
| ----- | --- | ------- |
| 60    | Vohwinkel Schwebebahn – Bruch – Hammerstein – Sonnborner Straße – Zoo/Stadion – Varresbecker Straße – Westende – Pestalozzistraße – Robert-Daum-Platz – Ohligsmühle/Stadthalle – Hauptbahnhof – Kluse – Landgericht – Völklinger Straße – Loher Brücke – Adlerbrücke – Alter Markt – Werther Brücke – Wupperfeld – Oberbarmen Bf | 3–5 min |

## Umsteigemöglichkeit
| Linie | Verlauf | Takt                                                                |
| ----- | --- | ------------------------------------------------------------------- |
| 600   | W-Vohwinkel Schwebebahn – W-Elberfeld, Westende – W-Elberfeld, Hauptbahnhof | 30 min (nur in den späten Abendstunden und eine Fahrt früh morgens) |
| 611   | W-Katernberg, Birkenhöhe Schleife – W-Elberfeld, Westende – W-Elberfeld, Hauptbahnhof – W-Barmen Bahnhof – W-Heckinghausen, Lenneper Straße                                                          | 20 min (NVZ, Sa+So 30 min)                                          |
| NE1   | W-Elberfeld, Hauptbahnhof – W-Nützenberg, Kyhfhäuser Straße – W-Vohwinkel Bahnhof – W-Vohwinkel, Obere Engelshöhe – W-Vohwinkel, Dasnöckel Mitte – W-Elberfeld, Westende – W-Elberfeld, Hauptbahnhof | 60 min (nur Sa–So Nacht)                                            |